# Salomon Kalischer

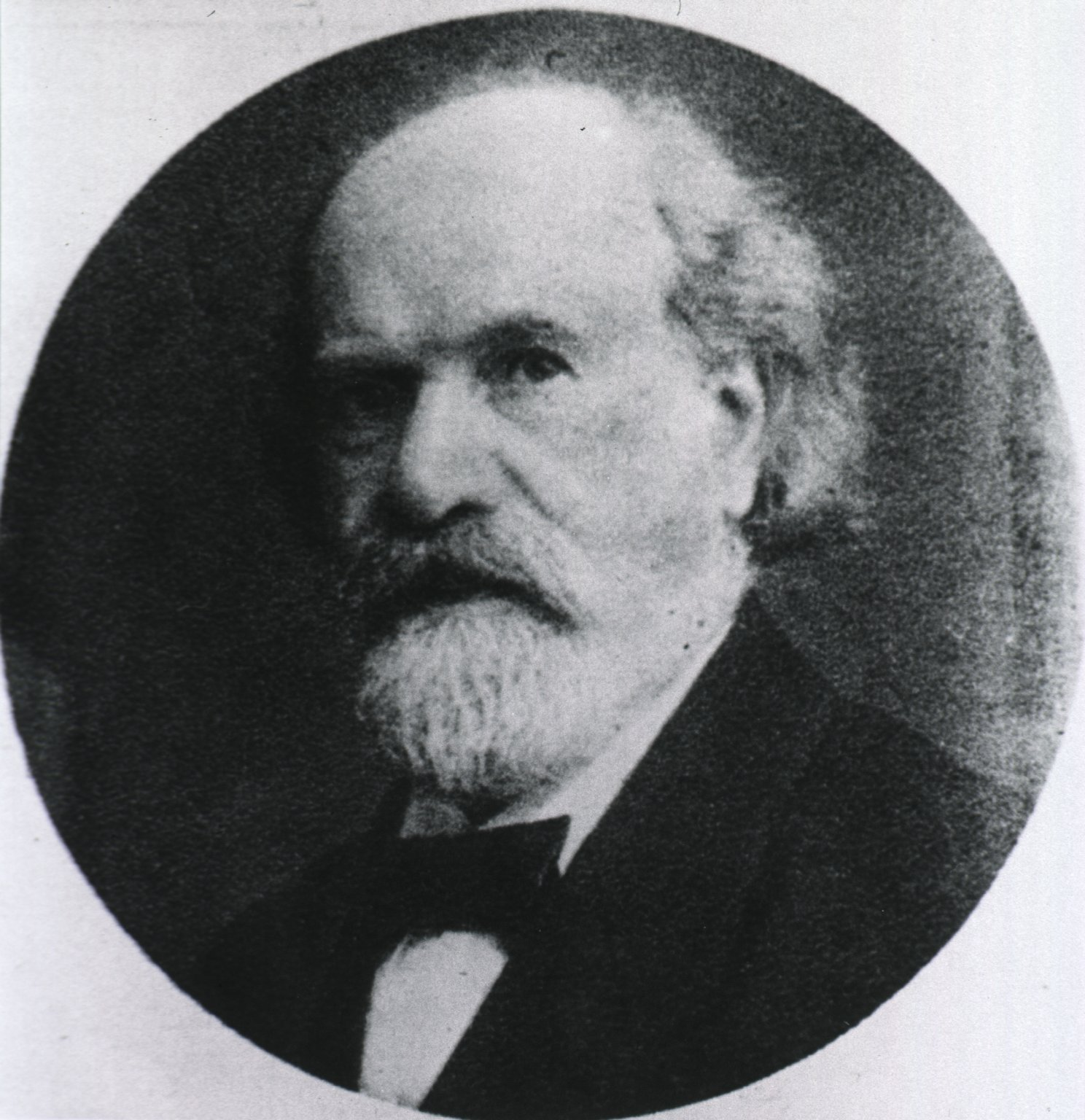
Salomon Kalischer

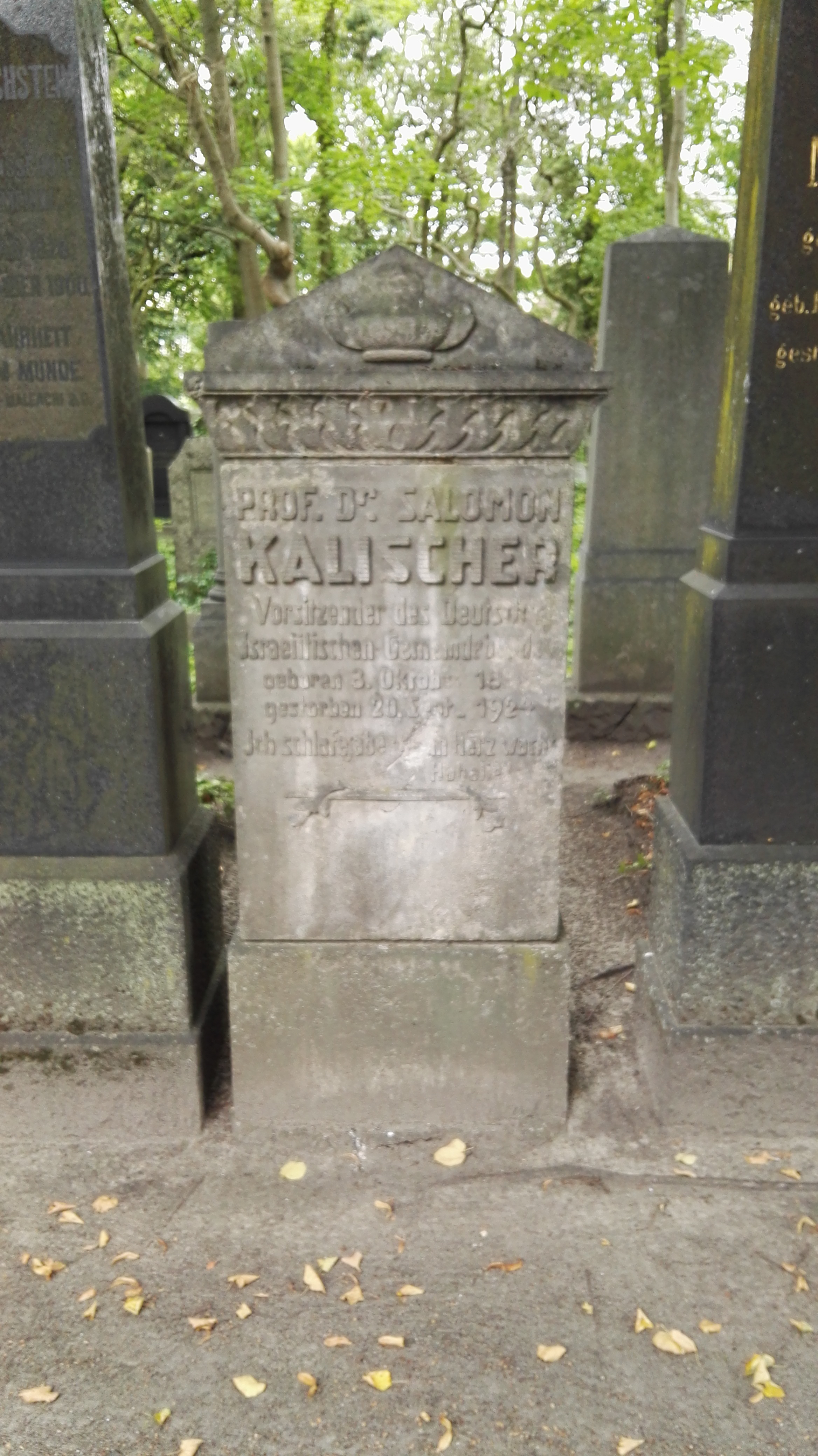
Grab auf dem Jüdischen Friedhof Berlin-Weißensee

Salomon Kalischer (geboren 8. Oktober 1844 in Thorn; gestorben 22. September 1924 in Marienbad) war ein deutscher Physiker.

## Leben
Er wurde in Thorn (in Westpreußen) geboren, studierte am Jüdisch-Theologischen Seminar in Breslau, der Universität Breslau und in Berlin, wo er 1868 mit seiner Dissertation De Aristotelis Rhetoricis et Ethicis Nicomachæis et in Quo et Cur Inter Se quum Congruant tum Differant die Doktorwürde und einen Preis der philosophischen Fakultät erhielt.
Nach einem Jahr in Amsterdam als Tutor kehrte er nach Berlin zurück, um Physik und Chemie zu studieren. 1876 wurde er Privatdozent an der Berliner Bauakademie, die 1879 in die Königlich Technische Hochschule Charlottenburg überging. Hier erhielt er 1894 die Lehrbefähigung und 1896 eine Professur für Physik.
Salomon war 1905–1920 Mitglied der Repräsentantenversammlung der Berliner jüdischen Gemeinde. 1916 übernahm er den Vorsitz des Deutsch-Israelitischen Gemeindebundes. Er starb in Marienbad.

## Schriften
- Herausgabe von Goethes wissenschaftlichen Werken mit Anmerkungen und Einleitung (ed. G. Hempel, Band XXXIII bis XXXVI, 1877–79)
- Übersetzung von Michael Faradays Experimental Researches in Electricity in das Deutsche (3 Bände, 1889–91)
- Essays über Physik, Chemie und Elektrizität in Fachzeitschriften
- Teleologie und Darwinismus (1878)
- Die Farbenblindheit (1879), etc.
- Das Kapitel über Goethe als Naturforscher in Albert Bielschowskys Goethe-Bibliographie (ii. 412–460, München, 1904)